# Lyderhorn
Lyderhorn (396 moh.) er et af Bergens syv fjelde. Det ligger ved vandet Liavatnet ca. 5 km vest for centrum, godt synligt for skibsfarten både nordover og sydover, og har vært et kendt sømærke. Ørnafjellet (329 moh.) er en top tilknyttet Lyderhorn. Nedenfor Ørnafjellet ligger to søer kaldt Skåleviksvatnet og Søre Skåleviksvatnet. På nordsiden af Ørnafjellet ligger næsset Kvarven.

## Navn og historie
Navnet Lyderhorn forklares på flere vis: Det kan have sammenhæng med norrønt leiða (= at lede, vise vejen) og leið (= sejlingsled), men mere sandsynligt er det, at navnet i norrønt var Logðarhorn, af log (= lue, flamme), nok også den oprindelige forstavelse i bydelens navn, Loddefjord. 
En stenalderboplads, Bjørndalshelleren, er fundet under en stor, vestvendt heller.  Trods manglende udgravning tyder fund af ben og knogler på bosætning under helleren i stenalder, bronzealder og jernalder. 
Lyderhorn var et strategisk punkt under 2. verdenskrig og der er en del bunkere og kanonstillinger som blev benyttet til forsvaret af Bergen. Også i de urolige år 1660–1721 var der en permanent vagtstyrke på Lyderhorn, med vagthytte og varselflag. Lyderhorn, Ørnafjellet og Kvarven udgør i dag et fint turområde, som er meget benyttet af befolkningen i Bergen og omegn.
Lyderhorn skal efter folketroen have været samlingsplads for hekse valborgsnat, sankthansnat og til jul. 
Bergen Turlags årlige "syvfjeldstur" starter fra bydelen Gravdal i skyggen af Lyderhorn, og går videre over Damsgårdsfjellet, Løvstakken, Ulriken, Fløyen, Rundemanen og Sandviksfjellet. 